# Harapan Tani
Harapan Tani is een bestuurslaag in het regentschap Indragiri Hilir van de provincie Riau, Indonesië. Harapan Tani telt 3919 inwoners (volkstelling 2010).